# Dendrobium suffusum
Dendrobium suffusum är en orkidéart som beskrevs av Leo I. Cady. Dendrobium suffusum ingår i släktet Dendrobium, och familjen orkidéer.
Artens utbredningsområde är New South Wales. Inga underarter finns listade i Catalogue of Life.